# ヴァンサー・サルテ
ヴェンサー・サルテ (英:Vencer Sarthe)は、ヴェンサーが製造したオランダのスーパーカーである。 この車はヴェンサーが生産した最初の自動車である。

## 歴史
2013年のトップ・マルケス・オートショーにて、ヴェンサー社がヴァンサー・サルテのプロトタイプを公開した。  
ル・マン24時間レースに出場した1980年代のレーシングカーからインスピレーションを得て開発されたことから「サルテ」と命名された。 
量産第一号のヴェンサー・サルテは中国のヴェンサー販売店で販売された。 
また、当車両はアスファルト8:Airborne、アスファルト:Legends Uniteの二作品に収録されている。

## 性能
ヴェンサー・サルテは6.3リッターV8エンジンを搭載している。 エンジン出力は630PSであり、最高トルクは838Nm。  0-100km/h加速は3.6秒、最高速度は338 km/hである。